# مولاي الطاهر الأصبهاني
مولاي الطاهر الأصبهاني مطرب وممثل مغربي وعميد مجموعة جيل جلالة المغربية، من مواليد مراكش عام 1948. تميز مولاي الطاهر بصوته القوي وإتقانه الكبير لأداء المقامات الطويلة والأغاني المغربية التراثية مما جعله بامتياز مايسترو جيل جلالة.
عمل الطاهر ممثلًا، إضافة إلى الطرب والغناء، وقد بدأ التمثيل في فرقة الطيب الصديقي في أواخر ستينيات القرن العشرين، وشارك معه في التمثيل مغنون آخرون منهم العربي باطما، وبوجميع، وعمر السيد وحميد الزوغي، وهذا الأخير أسس برفقته مجموعة جيل جلالة وذلك سنة 1972.

## وفاته
توفي الطاهر الأصبهاني يوم 3 مايو 2023 بعد صراعٍ مع المرض.

## وصلات خارجية
- مولاي الطاهر الأصبهاني على موقع قاعدة بيانات الأفلام العربية